# Dorothy Hill
Dorothy Hill (Brisbane, 10 de setembre de 1907 - íd., 23 d'abril de 1997) fou una geòloga, zoòloga, paleontòloga australiana. Ha estat la primera professora dona en una universitat australiana, i primera dona presidenta de l'Acadèmia Australiana de Ciències.

## Biografia
Dorothy Hill va néixer a Brisbane, on va assistir a una escola de noies. Després de l'escola secundària, no va poder entrar a l'escola de medicina a la Universitat de Queensland com volia, però gràcies a una beca, va estudiar química. Va continuar, per consell del seu professor Henry Caselli Richards, estudiant geologia. Es va graduar el 1928 i va rebre un primer premi escolar i la medalla d'or de la universitat al mèrit excepcional. Va guanyar una beca per estudiar al Museu de Ciències de la Terra de Sedgwick, a Cambridge.
Dorothy Hill va obtenir el doctorat a Cambridge el 1932 amb un estudi sobre els coralls carbonífers d'Escòcia. Va romandre a Anglaterra durant set anys, editant diversos articles importants sobre els Rugosa o tetracoralls. De tornada a Austràlia, va estudiar les capes estratigràfiques i els coralls del sud d'Austràlia. El seu treball sobre coralls paleozoics es considera normatiu.
Durant la Segona Guerra Mundial, Hill es va allistar al Servei Naval Reial Femení d'Austràlia. Hi treballà de 80 a 90 hores a la setmana per al departament de xifratge de comandes d'enviament.
L'any 1956 esdevingué membre de l'Acadèmia Australiana de Ciències, l'any 1969 en fou vicepresidenta i a partir de 1970 la primera presidenta de l'entitat.

## Reconeixements
Ha estat condecorada com a Companya de l'Orde d'Austràlia i Comandant de l'Orde de l'Imperi Britànic. És membre de la Royal Society i va rebre la Medalla Clarke el 1966.

## Llegat
Des de 2002, la medalla Dorothy Hill que concedeix l'Acadèmia Australiana de Ciències honora les contribucions que va fer aquesta professora a les ciències de la Terra australianes i la seva labor per obrir l'educació científica terciària a les dones.